# Манино (Людиновський район)
Манино (рос. Манино) — присілок в Людиновському районі Калузької області Російської Федерації.
Населення становить 549 осіб. Входить до складу муніципального утворення Присілок Маніно.

## Історія
Від 2004 року входить до складу муніципального утворення Присілок Маніно.

## Населення
| 2002 | 2010 |
| ---- | ---- |
| 523  | ↗549 |